# Trofeo Manta Open 2010
Il Trofeo Manta Open 2010 è stato un torneo professionistico di tennis maschile giocato sul cemento, che faceva parte dell'ATP Challenger Tour 2010. Si è giocato a Manta in Ecuador dal 26 aprile al 2 maggio 2010.

## Partecipanti

### Teste di serie
| Nazionalità | Giocatore        | Ranking* | Testa di serie |
| ----------- | ---------------- | -------- | -------------- |
| Stati Uniti | Rajeev Ram       | 96       | 1              |
| Stati Uniti | Kevin Kim        | 133      | 2              |
| Argentina   | Brian Dabul      | 152      | 3              |
| Australia   | Greg Jones       | 181      | 4              |
| Giappone    | Gō Soeda         | 184      | 5              |
| Brasile     | Ricardo Hocevar  | 189      | 6              |
| Stati Uniti | Ryler DeHeart    | 194      | 7              |
| Argentina   | Sebastián Decoud | 212      | 8              |

- Ranking al 19 aprile 2010.

### Altri partecipanti
Giocatori che hanno ricevuto una wild card:
- Carlton Fiorentino
- Diego Acosta
- Júlio César Campozano
- Emilio Gómez

Giocatori passati dalle qualificazioni:
- Mauricio Echazú
- Iván Endara
- Sebastian Rieschick
- Roman Valent

## Campioni

### Singolare
Gō Soeda ha battuto in finale  Ryler DeHeart con il punteggio di 7–6(5), 6–2

### Doppio
Ryler DeHeart /  Pierre-Ludovic Duclos hanno battuto in finale  Martin Emmrich /  Andreas Siljeström con il punteggio di 6–4, 7–5